# Gagea pakistanica
Gagea pakistanica är en liljeväxtart som beskrevs av Igor Germanovich Levichev och Syed Irtifaq Ali. Gagea pakistanica ingår i Vårlökssläktet och i familjen liljeväxter. Inga underarter finns listade.